# UCI Nations Cup U23 / 2016
De UCI Nations Cup U23 / 2016 is de tiende editie van de UCI Nations Cup U23. Deze competitie van wielerwedstrijden voor landenteams wordt jaarlijks door de UCI georganiseerd voor wegwielrenners van 19 tot en met 22 jaar. Per wedstrijd worden punten verdiend door de hoogst geëindigde renner per land, die resulteren in een eindrangschikking per land. De competitie bestaat in 2016 uit zes wedstrijden en de continentale kampioenschappen.

## Wedstrijden
| Code   | Datum          | Naam wedstrijd                 | Winnaar               |
| ------ | -------------- | ------------------------------ | --------------------- |
| 1.Ncup | 27 maart       | Gent-Wevelgem/Kattekoers-Ieper | Mads Pedersen         |
| 1.Ncup | 9 april        | Ronde van Vlaanderen U23       | David Per             |
| 1.Ncup | 15-16 april    | ZLM Tour                       | Amund Grøndahl Jansen |
| 1.Ncup | 31 juli        | Coppa dei Laghi-Trofeo Almar   | Aleksandr Koelikovski |
| 2.Ncup | 3-5 juni       | Vredeskoers U23                | David Gaudu           |
| 2.Ncup | 20-27 augustus | Ronde van de Toekomst          | David Gaudu           |

## Eindstand
| Plaats | Land                | Punten |
| ------ | ------------------- | ------ |
| 1      | Frankrijk           | 134    |
| 2      | Noorwegen           | 85     |
| 3      | Italië              | 85     |
| 4      | Verenigd Koninkrijk | 82     |
| 5      | België              | 61     |
| 6      | Rusland             | 53     |
| 7      | Verenigde Staten    | 44     |
| 8      | Denemarken          | 40     |
| 9      | Slovenië            | 39     |
| 10     | Nederland           | 32     |

2007 · 
2008 · 
2009 · 
2010 · 
2011 · 
2012 · 
2013 · 
2014 · 
2015 · 
2016 · 
2017 · 
2018 · 
2019 · 
2020